# Mary Bonauto
Mary L. Bonauto (Newburgh, Nueva York; 8 de junio de 1961) es una abogada estadounidense y defensora de los derechos civiles que ha trabajado para erradicar la discriminación basada en orientación sexual e identidad de género, y que el representante de los Estados Unidos Barney Frank considera "nuestro Thurgood Marshall". Comenzó a trabajar con la organización Gay & Lesbian Advocates & Defenders con sede en Massachusetts , ahora denominada GLBTQ Legal Advocates & Defenders (GLAD) en 1990. Residente de Portland, Maine, Bonauto fue una de las líderes que trabajaron con el congreso de Maine para aprobar una ley que regulara el matrimonio entre personas del mismo sexo y defenderla en las urnas durante la campaña electoral de 2009, que se perdió por un ajustado margen. La iniciativa finalmente tuvo éxito cuando, en las elecciones de 2012, los votantes de Maine aprobaron la medida, convirtiéndolo en el primer estado estadounidense en aprobar por votación licencias de matrimonio entre personas del mismo sexo. Bonauto es conocida fundamentalmente por ser la abogada principal en el caso Goodridge v. Departamento de Salud Pública que convirtió a Massachusetts en el primer estado en el que las parejas del mismo sexo podían casarse en 2004. También lideró las primeras impugnaciones a la sección tres de la Ley de defensa del matrimonio (DOMA por sus siglas en inglés).
El 28 de abril de 2015, Bonauto fue una de los tres abogados que argumentó ante la Corte Suprema de los Estados Unidos en el Caso Obergefell contra Hodges defendiendo que las prohibiciones estatales del matrimonio entre personas del mismo sexo son inconstitucionales. Este caso tan publicitado determinó que las prohibiciones estatales contra el matrimonio entre personas del mismo sexo son inconstitucionales y se considera uno de los casos de derechos civiles más importantes defendidos ante la Corte Suprema de los Estados Unidos en la historia moderna.

## Biografía
Bonauto nació en 1961 y creció en Newburgh, Nueva York, en una familia católica. Se graduó de Hamilton College y Northeastern University School of Law. En 1987, después de graduarse de la facultad de Derecho, comenzó a ejercer en Maine, donde en ese momento era una de los tres abogados de despachos privados abiertamente homosexuales del estado. Vive en Portland con su esposa Jennifer Wriggins, que es profesora de la Universidad de Maine. La pareja se casó en Massachusetts. Tienen dos hijas gemelas.
Bonauto es especialista en áreas como discriminación tanto en el ámbito laboral como en lugares públicos, asegurando que los beneficios cubran también a las parejas de hecho y protección para tales relaciones, estableciendo derechos de paternidad para el cónyuge y reconocimiento de facto de la paternidad, reivindicando la protección de la Primera Enmienda y persiguiendo el acoso y la violencia contra los homosexuales. Ha trabajado en políticas públicas en los seis estados de Nueva Inglaterra y ocasionalmente escribe para publicaciones legales. Bonauto presentó su primer caso de matrimonio en Vermont en julio de 1997.
La Universidad Yale otorgó a Bonauto el Premio Brudner 2010-2011, que reconoce a "un académico o activista consumado cuyo trabajo haya contribuido significativamente a la comprensión de los problemas LGBT o haya fomentado la tolerancia de las personas LGBT".
En 2011, Bonauto fue nombrada una de las 50 mujeres más poderosas de Boston por la revista Boston Magazine.
En 2012, fue nombrada por Equality Forum como una de sus 31 iconos del Mes de la historia LGBT.
En marzo de 2013, Roberta Kaplan, la abogada que defendió la derogación de DOMA (Ley de Defensa del Matrimonio, por sus siglas en inglés) en la Corte Suprema, le dijo al New York Times: "Ninguna persona gay en este país estaría casada sin Mary Bonauto". El exrepresentante de los Estados Unidos, Barney Frank, dijo: "Ella es nuestra Thurgood Marshall”.
En junio de 2013, inmediatamente después de la decisión de la Corte Suprema sobre la DOMA, fue llamada "Héroe del matrimonio gay" y "la arquitecta legal de la derogación de DOMA".
Fue nombrada becaria MacArthur en septiembre de 2014 por su trabajo "Derribando barreras legales basadas en la orientación sexual".
En mayo de 2016, la Universidad de Harvard la nombró Doctora Honoris Causa por "establecer la libertad de casarse para las parejas del mismo sexo en todo el país".

## Trabajo en relación con el matrimonio entre personas del mismo sexo

### Vermont
En 1997, Bonauto en nombre de Gay&Lesbian Advocates & Defenders (GLAD, por sus siglas en inglés), junto con Beth Robinson y Susan Murray, presentó una demanda en Vermont en nombre de tres parejas que querían casarse, Stacy Jolles y Nina Beck, Stan Baker y Peter Harrigan y Holly Puterbaugh y Lois Farnham. La demanda, Baker Vs. el Estado de Vermont fue finalmente impugnada ante la Corte Suprema de Vermont, que falló a favor de las parejas pero invitó al Congreso de Vermont a legislar sobre ello. En la primavera de 2000, el Congreso de Vermont promulgó legislación sobre las uniones civiles, que extendía a las parejas del mismo sexo todos los beneficios del matrimonio a nivel estatal, pero en un sistema diferente al del propio matrimonio mismo.

### Massachusetts
GLAD, dirigida por Bonauto, presentó una demanda en Massachusetts en nombre de siete parejas de homosexuales y lesbianas a las que se había denegado la posibilidad de contraer matrimonio en 2001. En el caso, conocido como Goodridge Vs. Departamento de Salud Pública, la Corte Suprema Judicial de Massachusetts el 18 de noviembre de 2003 se convirtió en el primer Tribunal Superior estatal en dictaminar que excluir a las personas homosexuales del matrimonio civil viola las garantías de protección igualitaria. Las parejas del mismo sexo comenzaron a casarse el 17 de mayo de 2004. El fallo de noviembre de 2003 fue impugnado políticamente durante varios años, pero en junio de 2007, más de tres cuartas partes del congreso estatal votaron para rechazar cualquier propuesta para enmendar la constitución estatal y revertir la decisión de Goodridge.

### Connecticut
En agosto de 2004, GLAD, con Bonauto entre otros, presentó una demanda en Connecticut en nombre de siete parejas de gays y lesbianas que deseaban casarse. El Parlamento de Connecticut respondió aprobando una ley de unión civil para el próximo año. El 14 de mayo de 2007, el abogado de GLAD, Bennett Klein, junto con Bonauto, defendieron a las parejas en la Corte Suprema de Connecticut. El 10 de octubre de 2008, GLAD ganó un caso que declaró que era una discriminación injustificada colocar a las parejas del mismo sexo en un estado civil separado y con menos derechos que las uniones civiles, y que la orientación sexual era una clasificación de "cuasi sospecha" de cara a conseguir una protección igualitaria.

### Maine
En 2009, Maine se convirtió en el primer estado en aprobar una ley de matrimonio entre personas del mismo sexo a través del parlamento, en lugar de a través del sistema judicial, y también el primero en el que el gobernador la promulgó. Bonauto jugó un papel decisivo en la campaña para promulgar la ley y fue la artífice de una audiencia pública sin precedentes el 22 de abril de 2009, donde defensores y opositores presentaron sus argumentos. Después de la aprobación de la ley, se inició una campaña en pro de un referéndum de "veto popular" y los votantes revocaron la ley en noviembre de 2009, por un margen de 53-47. A raíz de este veto, Mary Bonauto fue líder de la coalición que se unió para hacer una campaña de educación pública de dos años, que llevó en enero de 2012 a otra votación sobre el tema. El 6 de noviembre de 2012, los votantes confirmaron el derecho de las parejas del mismo sexo a recibir una licencia de matrimonio. La ley entró en vigor el 29 de diciembre de 2012, convirtiéndose en el primer Estado en hacerlo mediante votación.

### Obergefell Vs.Hodges
En marzo de 2015, los abogados que se preparaban para defender la acumulación de los casos de la Corte Suprema titulados Obergefell Vs. Hodges seleccionaron a Bonauto para hacer el alegato en nombre del caso de Michigan DeBoer v. Snyder y el caso de Kentucky Love Vs. Beshear. El 26 de junio de 2015, la Corte Suprema falló a favor de Bonauto y los demandantes declarando inconstitucionales todas las prohibiciones estatales sobre el matrimonio entre personas del mismo sexo.

## DOMA

### Gill Vs.Oficina de Gestión de Personal
En marzo de 2009, Bonauto y GLAD, junto con los abogados de Foley Hoag, Jenner & Block y Sullivan & Worcester, presentaron en el tribunal de Distrito de EE. UU. en Boston una demanda cuestionando la constitucionalidad de la sección 3 de la Ley de defensa del matrimonio (DOMA). El caso afirma que la definición federal de matrimonio creada por la DOMA para excluir a las parejas casadas del mismo sexo de todas las protecciones matrimoniales federales violaba las garantías de igualdad. El juez federal de distrito Joseph L. Tauro escuchó las alegaciones orales de Bonauto y el abogado sobre el fondo del caso el 6 de mayo de 2010. El 8 de julio de 2010, el juez Tauro dictaminó que la Sección 3 de DOMA era inconstitucional con respecto a las demandas presentadas por las siete parejas casadas del mismo sexo y tres viudos de Massachusetts que GLAD representaba en el caso. El Departamento de Justicia tenía que decidir si apelar el fallo. El 12 de octubre de 2010 el Departamento de Justicia presentó un escrito apelando la sentencia del Tribunal de Distrito. El 31 de mayo de 2012, el Tribunal de Apelaciones del Primer Circuito de los Estados Unidos confirmó la decisión del Tribunal de Distrito que declaró inconstitucional la sección 3 de DOMA. En julio de 2012, el Departamento de Justicia presentó una petición de certiorari en la Corte Suprema de los Estados Unidos, pero la petición fue denegada de conformidad con la decisión histórica de la Corte en Estados Unidos contra Windsor que establecía que la Sección 3 de DOMA era inconstitucional.

### Pederson Vs.Oficina de Gestión de Personal
El 9 de noviembre de 2010, Bonauto y GLAD presentaron una segunda demanda importante de múltiples demandantes que impugnaba la constitucionalidad de la Sección 3 de la Ley de Defensa del Matrimonio (DOMA) federal. El caso se dirigió específicamente a parejas casadas en Connecticut, Vermont y New Hampshire. El 31 de julio de 2012, el juez del Tribunal Federal de Distrito de Connecticut, Bryant, dictaminó que la DOMA era inconstitucional. El 26 de junio de 2013, la Corte Suprema de los Estados Unidos dictaminó que la Sección 3 de la DOMA era inconstitucional en Estados Unidos Vs.Windsor.